# 小行星9419
小行星9419（英語：9419）是一颗围绕太阳公转的小行星。1995年12月12日，小林隆男在大泉天文台发现了此天体。
这颗小行星的绝对星等为163.4467116653162等。